# Philippe Vendome
Philippe Vendome, francoski general in politik, * 1655, † 1727.